# The Escapists
The Escapists is een computerspel ontwikkeld door Mouldy Toof Studios en uitgegeven door Team17 voor Windows, macOS, Linux, Xbox 360, Xbox One en PlayStation 4. Het strategiespel is uitgekomen op 13 februari 2015.
Er verschenen twee spin-offs en een opvolger getiteld The Escapists 2.

## Spel
In het spel neemt de speler de rol aan van gedetineerde die moet zien te ontsnappen uit zes gevangenissen, waarbij de moeilijkheidsgraad steeds verder toeneemt. Men kiest aan het begin de namen van de gevangene en het gewenste aantal bewakers.
De speler kan op zoek gaan naar voorwerpen in de cel die hem helpen bij de ontsnapping. Ook is het mogelijk om zelf nieuwe voorwerpen te bouwen door deze te combineren. Men kan gunsten verlenen aan celmaten om zo extra geld te verdienen.

## Platforms
| Jaar | Platform                                                 |
| ---- | -------------------------------------------------------- |
| 2015 | Windows, Xbox One, PlayStation 4, macOS, Linux, Xbox 360 |
| 2017 | Android, iOS                                             |
| 2018 | Nintendo Switch                                          |

## Ontvangst
| Recensiescore       | Recensiescore                                    |
| Recensieverzamelaar | Score                                            |
| ------------------- | ------------------------------------------------ |
| Metacritic          | 71% (PC) 74% (XONE) 71% (PS4) 80% (iOS) 67% (NS) |
| Publicist           | Score                                            |
| Game Informer       | 6                                                |
| GameSpot            | 8                                                |
| IGN                 | 7,6                                              |

The Escapists ontving gemiddeld tot overwegend positieve recensies. Men prees de creativiteit en vrije keuzes die spelers kunnen maken in het spel, maar kritiek was er op de gecompliceerde leercurve om het spel goed te kunnen spelen.
Op verzamelwebsite Metacritic heeft het spel een gemiddelde verzamelde score voor alle platforms van 72,6%.